# 숲

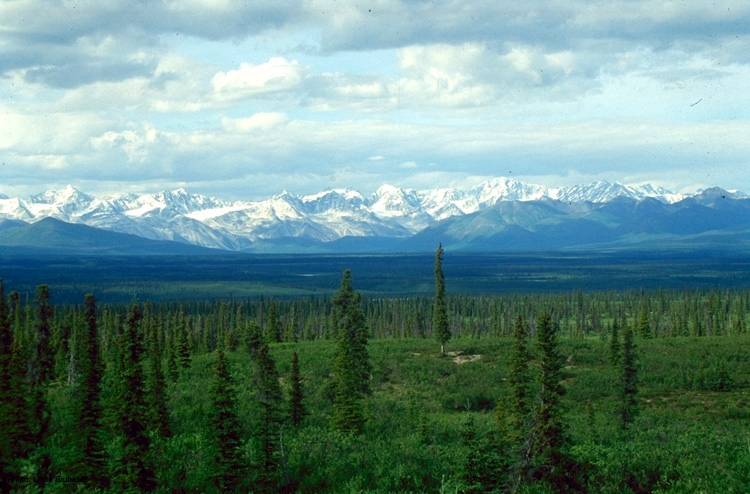
미국 알래스카주의 숲

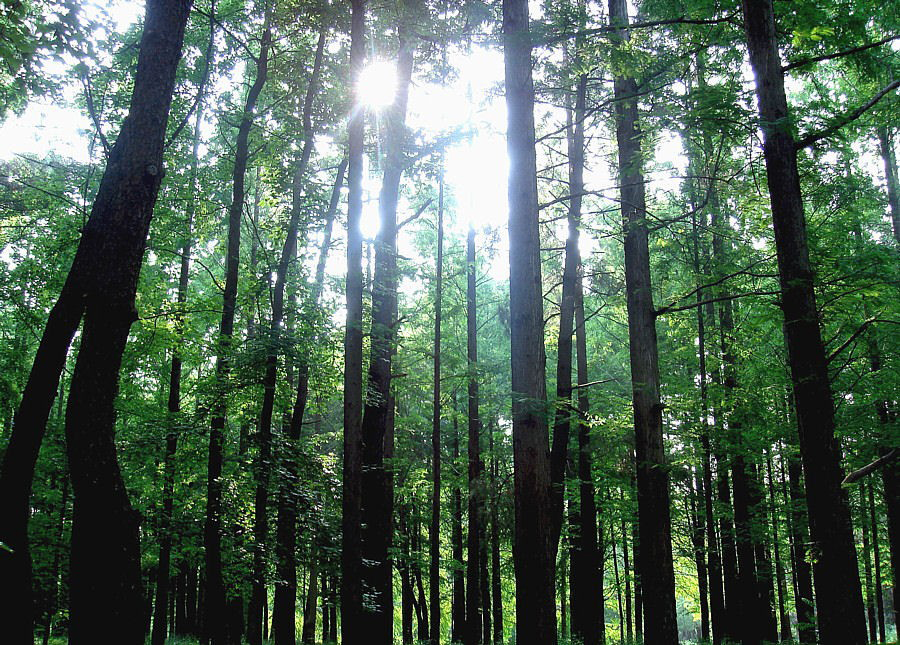
일본 오사카의 숲

숲 또는 임야(林野) 또는 삼림(森林)은 지구 전체 면적의 약 9.5%, 육지 면적의 약 30%를 차지하고 있는 나무가 우거진 곳이다. 주로 물의 순환, 토양의 생성과 보존에 영향을 주고 많은 생물의 서식지로서 기능을 하고 있으며, 지구에서 가장 중요한 요소들 중 하나이다.
임야는 숲과 들을 함께 부르는 말이며, 주로 법률이나 임업 또는 생태학 등에서 쓰이는 용어이고, 산림은 산에 있는 숲만을 가리키는 용어이다.

## 개요
숲은 극지방, 고산지대, 사막과 같은 삼림한계선 이외의 지구 전역에 존재한다. 숲을 이루는 나무의 종류는 기후에 따라 다르다. 온대나 열대에서는 속씨 식물의 활엽수가 주종을 이루나, 냉대, 한대 기후에서는 구과 식물의 침엽수가 주종을 이루기도 한다. 그리고 숲은 1헥타르당 44명이 숨쉴 수 있는 산소를 제공해주며, 한 해에 68톤 정도 되는 먼지를 걸러낼 수 있다.

## 분포
세계의 삼림 지역을 크게 침엽수림·활엽수림, 그리고 두 가지가 모두 공존하는 혼합림의 셋으로 분류하여 지역과의 관련을 살펴보면 다음과 같다. 침엽수림의 4분의 3은 툰드라와 온대림 사이에 있는 침엽수림대에 있다. 마찬가지로 활엽수의 4분의 3은 적도를 사이에 두는 벨트 안에 포함되며, 연간 강우량에 의해 열대우림에서 열대계절림, 사바나 숲으로 변화하고 있다. 열대림과 북부의 침엽수림대 사이에 위치하는 것이 온대림이다. 침엽수가 많은 온대림도 있지만 대부분은 혼합림 또는 활엽수가 많다.  1987년의 보고에 의하면 전세계에는 40억 6,854만ha(헥타르)의 삼림 면적이 있으며, 이 가운데 절반 이상의 삼림 면적(21억 6,651만ha, 53.3%)을 개발도상국이 차지하고 있으며, 그 대부분은 열대림이다. 그 중에서도 현재 문제가 되고 있는 것은 열대다우림의 감소이다.  주로 상록수림인 열대다우림은 고온 다습하고 일년 내내 비가 많이 내리는 적도 부근의 동남아시아, 남아프리카 중앙부, 중미에서 남미 북부, 오스트레일리아 동북부에 걸쳐 분포한다. 높이가 70m에 이르는 나무가 밀생하고 있는 열대다우림은 어느 정도의 파괴로는 전혀 변화가 없으나 실제로는 매우 약한 자연이다. 고온이기 때문에 토양 속의 유기물 분해가 빨라서 영양분이 금방 수목에 흡수되기 때문에 영양분을 함유한 표토(表土)의 두께는 불과 몇 센티미터밖에 안되고 토양은 빈약하다. 그래서 이를 '녹색의 사막'이라고 부르는 학자도 있다. 토양의 두께가 얇기 때문에 뿌리도 얕고, 50m나 되는 거목이라도 뿌리의 깊이는 1m도 채 되지 않는다.  열대우림은 이러한 약한 토양을 지키는 거대한 댐 역할을 하고 있다. 지상에 내린 비의 4분의 3이 삼림으로 흡수되고 나머지는 하천으로 흘러든다. 수목에 흡수된 수분은 증발하여 하늘로 올라가 다시 비가 되어 내린다. 그리고 그것이 반복됀다

## 정의
숲의 정의는 다양하지만, 국제연합식량농업기구 FAO에서 국가별 산림자원조사를 위한 숲의 정의가 주로 학술적으로 널리 쓰이고 있다.

### 'FAO 산림자원조사'의 정의
수고가 최소한 5m이상 혹은 자생지에서 이 높이에 도달가능한 입목(tree)이 수관점유율(canopy cover) 10% 이상으로 최소면적 0.5ha 이상 점유하는 토지이다. 이때, 주로 농업용이나 도시용으로 이용되는 토지는 포함되지 않는다.

## 분류
숲의 분류는 기준에 따라 다양하다. 다음은 생물 군계에 따른 숲의 분류이다.
| 생물 군계에 따른 숲의 분류 | 생물 군계에 따른 숲의 분류                        | 생물 군계에 따른 숲의 분류 |
| 한대                       | 온대                                              | 열대                       |
| -------------------------- | ------------------------------------------------- | -------------------------- |
| 타이가                     | 온대 혼합림 온대 활엽수림 온대 침엽수림 온대 우림 | 열대 건조림 열대 우림      |

또 다른 숲의 분류로 UNESCO의 '숲과 임야 분류'가 있으며 이 분류는 6개의 대분류로 나뉜 총 26종의 숲을 구분하여 표기하고 있다. 이 표기에 따른 숲의 구분은 다음과 같다.
| 온대림                                                 | 온대림                | 온대림 |
| 번호                                                   | 이름                  | 분류 기준 |
| ------------------------------------------------------ | --------------------- | --- |
| (1)                                                    | 상록 침엽수림         | 숲 면적의 30% 이상이 재래종이며 75% 이상의 상록 침엽수                                                                                  |
| (2)                                                    | 낙엽 침엽수림         | 숲 면적의 30% 이상이 재래종이며 75% 이상의 낙엽 침엽수                                                                                  |
| (3)                                                    | 혼합림                | 숲 면적의 30% 이상이 재래종이며 침엽수와 활엽수가 50:50%에서 25:75%까지 혼재                                                            |
| (4)                                                    | 상록 활엽수림         | 숲 면적의 30% 이상이 재래종이며 75% 이상의 상록 활엽수                                                                                  |
| (5)                                                    | 낙엽 활엽수림         | 숲 면적의 30% 이상이 재래종이며 75% 이상의 낙엽 활엽수                                                                                  |
| (6)                                                    | 담수 슾지 숲          | 숲 면적의 30% 이상이 재래종이며 잎의 종류가 다양한 나무가 계절에 따라 혼재할 수 있으나 물에 잠겨 사는 나무가 우세할 것                  |
| (7)                                                    | 경엽 건조림           | 숲 면적의 30% 이상이 재래종이며 75% 이상의 낙엽 경엽수                                                                                  |
| (8)                                                    | 조경림                | 나무의 종류와 무관하게 숲 면적의 75% 이상이 인간에 의해 조성된 숲                                                                       |
| (9)                                                    | 수림 초지             | 나무의 종류와 무관하게 전체 면적의 10 - 30%에 나무가 듬성듬성 들어선 초지                                                               |
| (10)                                                   | 외래종 조경림         | 인간에 의해 숲면적의 30% 이상이 외래종으로 조성된 숲                                                                                    |
| (11)                                                   | 개간림                | 자연림 중 인간에 의해 숲면적의 30% 이상이 벌목, 방화림 조성 등으로 인위적으로 변형된 숲                                                 |
| (12)*                                                  | 미지정 수림           | 우크라이나의 자료 미제출로 인해 지정한 분류                                                                                             |
| (13)*                                                  | 미분류 수림           | 위의 분류에 부합하지 않는 기타 수림 |
| 열대림                                                 |                       | |
| 번호                                                   | 이름                  | 분류 기준 |
| (14)                                                   | 저지 상록 활엽수 우림 | 해발 1200m 이하이고 계절 변화가 거의 없는 숲으로 면적의 30%이상이 재래종이며 75% 이상이 상록 활엽수인 숲                                |
| (15)                                                   | 저지 산림             | 해발 1200-1800 m 이고 일정한 계절 변화가 있는 숲으로 30%이상이 재래종이며 여러 종류의 나무가 혼합되어 있는 숲                           |
| (16)                                                   | 고지 산림             | 해발 1800 m 이상이고 일정한 계절 변화가 있는 숲으로 30%이상이 재래종이며 여러 종류의 나무가 혼합되어 있는 숲                            |
| (17)                                                   | 담수 습지 수림        | 해발 1200m 이하의 숲 면적의 30%이상이 재래종이며 잎의 종류가 다양한 나무가 계절에 따라 혼재할 수 있으나 물에 잠겨 사는 나무가 우세한 숲 |
| (18)                                                   | 아 상록 활엽수 우림   | 해발 1200m 이하이고 30%이상이 재래종이며 면적의 50% - 75% 가 상록 활엽수이며 전체의 75%이상이 활엽수인 숲으로 속씨 식물이 우세할 것     |
| (19)                                                   | 혼합림                | 숲 면적의 30%이상이 재래종이며 침엽수와 활엽수가 50:50%에서 25:75%까지 혼재                                                             |
| (20)                                                   | 침엽수림              | 숲 면적의 30%이상이 재래종이며 75%이상이 침엽수인 숲                                                                                    |
| (21)                                                   | 홍수림                | 숲 면적의 30%이상이 재래종이며 75%이상이 소금기 있는 물에 적응된 맹그로브와 같은 홍수림으로 이루어진 숲                                 |
| (22)                                                   | 개간림                | 자연림 중 인간에 의해 숲면적의 30% 이상이 벌목, 방화림 조성 등으로 인위적으로 변형된 숲                                                 |
| (23)                                                   | 낙엽 활엽수림         | 해발 1200m 이하이고 숲 면적의 30%이상이 재래종이며 면적의 50% - 100% 가 낙엽 활엽수이며 전체의 75%이상이 활엽수인 숲                    |
| (24)                                                   | 경엽 건조림           | 해발 1200m 이하이고 숲 면적의 30%이상이 재래종이며 75%이상이 상록 경엽수인 숲                                                           |
| (25)                                                   | 가시 산림             | -해발 1200m 이하이고 숲 면적의 30%이상이 재래종이며 나무의 주종이 가시가 있는 낙엽 활엽수인 숲                                          |
| (26)                                                   | 수림 초지             | 사바나와 같이 나무의 종류와 무관하게 전체 면적의 10 - 30%에 나무가 듬성듬성 들어선 초지                                                 |
| (27)                                                   | 외래종 조경림         | 인간에 의해 숲면적의 30% 이상이 외래종으로 조성된 숲                                                                                    |
| (28)                                                   | 재래종 조경림         | 인간에 의해 숲면적의 30% 이상이 재래종으로 조성된 숲                                                                                    |
| 12번과 13번은 분류를 위한 구분으로 실제 분류는 26종임. |                       | |

## 숲 보전
숲에 사는 여러 생물들이 환경과 맺는 관계를 연구하는 학문이 숲 생태학이다. 한편, 숲의 보전과 이용을 다루는 학문은 임학(林學)이라 한다. 임학은 최근 몇 세기 동안 숲의 이용에서 숲의 보전으로 주된 논의가 바뀌었으며 특히 1980년대 이후 "지속가능한 산림 경영(SFM; Sustainble Forest Management)"이 대두되어 숲의 보전에 대한 논의가 활발히 이루어지고 있다.
숲의 보전에 악영향을 미치는 요소로는 산불, 산성비, 벌채, 외래종의 침입 등이 있다. 이 외에도 병충해, 가뭄 등으로 인해 숲이 줄어들고 있다. 또한 인간의 활동인 농업, 광산 개발 등과 같은 행위도 숲 보전을 방해하는 즉, 삼림파괴의 요소로 지적되고 있다. 지금 이 순간에도 매 2초마다 축구장 한 개 면적에 해당하는 숲이 벌채나 삼림파괴 행위로 지구상에서 사라지고 있다. 인도네시아 원시림의 72%, 아마존 원시림의 15%는 이미 사라졌다.

## 유명한 숲

### 대한민국
- 국립수목원
- 물향기수목원
- 아침고요수목원
- 광릉수목원
- 사려니 숲길
- 곶자왈

### 독일
- 슈바르츠발트

### 남미
- 아마존 우림

### 동남아시아
- 보르네오섬 열대우림 지대

### 아프리카
- 콩고 민주 공화국 열대우림 완충지

## 같이 보기
- 도시숲
- 숲 공원
- 녹화사업
- 숲생태지도자협회
- 열대우림
- 정글
- 사바나
- 습지